# Projecte 58
El Projecte 58 i el Projecte 58A foren una sèrie de quatre proves nuclears dutes a terme pels Estats Units a l'Àrea 3 i l'Àrea 12 de l'emplaçament de proves de Nevada, entre desembre del 1957 i març del 1958. Aquestes proves foren precedides per l'Operació Plumbbob i succeïdes per l'Operació Hardtack. Totes les proves volien comprovar la fiabilitat dels sistemes de seguretat d'un punt. Es pretenia «congelar» el disseny de dispositius prèviament a les proves completes, amb detonació nuclear, de l'Operació Hardtack. No s'esperava cap detonació en les proves del Projecte 58, però en la segona d'elles, una prova en superfície denominada Coulomb-C duta a terme el 9 de desembre del 1957, es produí una detonació de mitja kilotona (2.100 GJ). Poc després de produir-se es detectaren nivells de radiació de fins a 50 roentgens per hora a l'autopista de Mercury, i a mesura que el núvol es desplaçava cap al sud-oest, personal que es trobava a Jackass Flats treballant en la construcció d'una zona de proves de coets nuclears hagué de posar-se a cobert. Finalment el núvol arribà a la zona de Los Angeles, on molt baixos nivells de radiació detectats durant un curt espai de temps causaren certa alarma social.

## Proves
| Nom       | Data                   | Potència      | Nota                                           |
| --------- | ---------------------- | ------------- | ---------------------------------------------- |
| Pascal-C  | 6 de desembre del 1957 | Lleugera      | Radiació no detectada fora de la zona de prova |
| Coulomb-C | 9 de desembre del 1957 | 0,5 kilotones | Detonació imprevista                           |
| Venus     | 22 de febrer del 1958  | Menys d'1 kt  | Radiació no detectada                          |
| Uranus    | 14 de març del 1958    | Menys d'1 t   | Radiació no detectada                          |